# Miloš Vujović
Miloš Vujović [m⁠i⁠l⁠ɔʃ ʋ⁠uj⁠ɔ⁠ʋ⁠⁠itɕ] (serbisch-kyrillisch Милош Вујовић; * 5. September 1993 in Cetinje, Republik Montenegro, Bundesrepublik Jugoslawien) ist ein montenegrinischer Handballspieler.

## Karriere

### Im Verein
Von 2015 bis 2020 spielte Vujović bei Tatabánya KC, mit denen er regelmäßig am EHF-Pokal teilnahm. In der Saison 2018/19 wurde er mit 180 Toren Torschützenkönig.
Zur Saison 2020/21 wechselte Vujović zum deutschen Bundesligisten Füchse Berlin. Im Sommer 2020 hatte Vujović einen Fahrrad-Unfall mit einem LKW und fiel anschließend mehrere Wochen aus. Mit den Füchsen gewann er die EHF European League 2022/23, wo er mit 76 Toren erfolgreichster Torschütze der Füchse war. 
Im Sommer 2023 wechselte er zum Ligakonkurrenten VfL Gummersbach.

### In Auswahlmannschaften
Mit der Montenegrinischen Nationalmannschaft belegte er den 16. Platz bei der Europameisterschaft 2014, bei der Europameisterschaft 2016 und bei der Europameisterschaft 2018.
Bei der Europameisterschaft 2022 (11. Platz) wurde er nach 41 Toren in sieben Spielen als bester Linksaußen in das All-Star-Team des Turniers gewählt. Mit Montenegro belegte er den 14. Platz bei der Europameisterschaft 2024.

## Bundesligabilanz
| Saison  | Verein        | Spielklasse | Spiele | Tore | 7-Meter | Feldtore |
| ------- | ------------- | ----------- | ------ | ---- | ------- | -------- |
| 2020/21 | Füchse Berlin | Bundesliga  | 21     | 61   | 14      | 47       |
| 2021/22 | Füchse Berlin | Bundesliga  | 34     | 73   | 5       | 68       |
| 2022/23 | Füchse Berlin | Bundesliga  | 34     | 77   | 11      | 66       |
| 2020–   | gesamt        | Bundesliga  | 89     | 211  | 30      | 181      |